# Lobocheilos trangensis
Lobocheilos trangensis är en fiskart som först beskrevs av Fowler, 1939.  Lobocheilos trangensis ingår i släktet Lobocheilos och familjen karpfiskar. Inga underarter finns listade i Catalogue of Life.